# Coronographie
Ne doit pas être confondu avec Coronarographie.
La coronographie est une technique en astronomie qui consiste à reproduire le phénomène céleste des éclipses totales. Le coronographe permet en effet de masquer le disque du Soleil : l'instrument n'est pas ébloui.
Par extension, la technique consistant à masquer une source brillante dans le champ de vue d'un télescope afin d'observer des objets peu lumineux et aussi appelée coronographie. Un exemple est l'observation de disques proto-planétaires et de planète autour de leur étoile.
La coronographie est un ingrédient essentiel de l'imagerie haut-contraste en astronomie,.

## Origine du nom
Le nom coronographe provient de son application première: l'observation de la couronne solaire, auquel est attaché le suffixe -graphe, indiquant la capacité d'enregistrer l'observation (originellement sur une plaque photographique). Ce nom a été introduit par Bernard Lyot vers 1932.

## Intérêt
En plus de révéler la couronne de l'étoile, la technique du coronographe permet de rendre visible des objets orbitant près d'elle. Cette technique permet de faire apparaître des objets dont la luminosité est des millions voire des milliards de fois moins importante que celle de l'objet occulté. C'est ainsi que le satellite d'observation solaire SoHO, un très grand révélateur de comètes, a, en un peu moins de dix ans de fonctionnement, permis de révéler 1 000 comètes.
La technique du coronographe a, depuis les années 1980, été adaptée à l'étude d'autres étoiles que le Soleil. Bien que l'objectif ne soit plus ici d'observer la couronne des étoiles, mais leur environnement plus ou moins proche, on parle de coronographie stellaire. L'espoir est de détecter de nouvelles exoplanètes.
Des modes ce coronographie stellaire existent sur de nombreux instruments, au sol et dans l'espace, et sont utilisés pour de nombreuses applications où un source brillante gêne l'observation. Par exemple, le voisinage du quasar 3C 273 a été observé en 2007 avec le télescope spatial Hubble en mode coronographie, afin d'étudier la structure de la galaxie qui héberge le quasar.

## Histoire
C'est Bernard Lyot qui inventa le premier coronographe au début des années 1930,. Il lui permit d'observer la couronne solaire hors éclipse à l'aide d'un télescope réfracteur.
En 1996, les deux astronomes français Jean Gay_astronome et Yves Rabbia proposèrent leur coronographe interférentiel achromatique permettant de réaliser l'occultation de l'image donnée par une étoile brillante. Il s'agit ici d'observer l'environnement proche d'autres étoiles que le soleil, en particulier dans le but de détecter des planètes en orbite ou en formation autour de ces étoiles.
En 1997, deux autres astronomes français, François Roddier et Claude Roddier, proposent à leur tour un nouveau type de coronographe. Celui-ci reprend le principe du coronographe de Lyot mais remplace le masque occultant l'étoile par un masque la déphasant de pi dont l'avantage principal est de pouvoir détecter des planètes situées plus près de l'étoile visée.
Au début des années 2000 plusieurs propositions sont faites pour modifier la transmission de la lumière dans la pupille d'entrée de l'instrument, et ceci dans le but d'améliorer sa fonction d'étalement du point. Cette technique d'apodisation de pupille est proposée soit en tant qu'alternative à la méthode coronographique traditionnelle, soit pour renforcer l'action d'un coronographe de Lyot. 
Bien que plusieurs nouveaux coronographes aient été proposés depuis, leurs principes restent fondamentalement les mêmes que ceux des coronographes évoqués plus haut. Certains combinent ces principes pour améliorer les performances de l'instrument.
En 2008 la planète extrasolaire Fomalhaut b est la première planète découverte par visualisation directe via une photographie coronographique provenant du télescope spatial Hubble.
L'instrument SPHERE du Très Grand Télescope de l'ESO à reçu sa première lumière en 2014. Il est équipé d'une optique adaptative extrême et d'un coronographe, et a permis la découverte en 2018 d'une proto-planète dans le disque qui entoure l'étoile naine PDS 70.

## Principe général

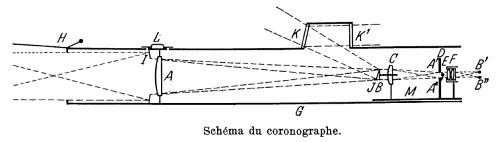
Schéma du Coronographe de Lyot, dans son article original en 1931

Le principe de base est simple, un masque opaque d'un diamètre adapté à l'étoile observée est placé dans le télescope. Le masque a ainsi le même comportement que lorsque la Lune passe devant le Soleil lors d'une éclipse, occultant sa lumière et nous laissant voir sa couronne.
Le génie de Bernard Lyot dans son invention, est d'avoir analysé finement les phénomènes de réflexion et de diffraction à l'intérieur de son dispositif et d'avoir ainsi conçu une optique permettant de séparer la lumière en provenance de la couronne solaire et celle diffractée par le bord de l'objectif principal. C'est le rôle du « diaphragme de Lyot », ou Lyot stop.

### Détail du coronographe de Lyot pour l'observation du Soleil

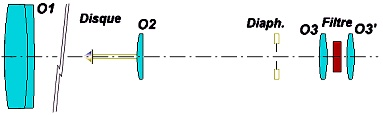
Nomenclature des composants du coronographe de Lyot

Voici le principe optique plus détaillé basé sur la figure ci-contre :
L'objectif O1 forme l'image du Soleil à son foyer, sur le disque occulteur qui couvre exactement l'image du disque solaire. Seuls subsistent les rayons lumineux provenant de la couronne solaire. La lentille O2 donne de l'image du Soleil occulté une image virtuelle, translatée de quelques mm en direction de O1, et donne de l'objectif O1 une image réelle sur le diaphragme. Ce dernier permet de se débarrasser de la lumière parasite diffractée par le pourtour de l'objectif O1.
Les objectifs O3 et O3' donnent de l'image virtuelle du disque occulté préalablement formée par O2 une image réelle observable à l'oculaire ou reçue sur la pellicule d'un appareil photographique ou sur le capteur d'une caméra numérique. Entre les deux éléments O3 et O3', les rayons lumineux sont parallèles, ce qui permet d'utiliser un filtre monochromatique Hα dans les meilleures conditions.
Ce type de coronographe avec un masque constitué d'un disque opaque, appelé coronographe de Lyot, ne permet souvent pas de détecter de planètes extrasolaires. En effet, pour atténuer suffisamment l'étoile, il faut utiliser un masque souvent trop large pour que l'on puisse observer les planètes à faible séparation. D'autres types de coronographes utilisant le même principe mais des masques différents ont été développés.

## Autres types de coronographes

### Coronographe de Lyot apodisé
Légère amélioration du coronographe de Lyot, on utilise un masque particulier. Il permet d'améliorer l'extinction de l'objet, non seulement en bloquant la lumière centrale, mais en limitant aussi les effets de diffraction sur ses bords.

### Coronographe à masque de phase
Claude et François Roddier proposent en 1997 d'introduire un décalage de phase dans le masque pour produire une interférence destructive de la lumière à occulter. Ils proposent ainsi un masque circulaire introduisant un déphasage central de π. De même, Daniel Rouan propose en 2000 d'utiliser un masque 4 quadrants : le masque est alors coupé en quatre carrés dont 2 produisent un décalage de π lors de leur traversée tandis que les deux autres laissent passer la lumière sans décalage.
Ces masques permettent une grande atténuation de la lumière de l'étoile et permettent de détecter des objets très proches. Cependant, ils ont une faible bande passante.

### Coronographe Vortex
Il s'agit ici aussi de changer la phase lors de la traversée du masque, mais ici l'ajout de phase varie selon une structure hélicoïdale dans le masque.

## Satellites embarquant des coronographes
La traversée de l'atmosphère sur Terre dégrade les performances des coronographes. En effet, en introduisant des perturbations dans la lumière perçue, ils nuisent à l'extinction de l'objet central. L'utilisation de coronographe dans l'espace commence à se généraliser et de nombreux instruments présents ou futurs embarquent des coronographes. Parmi eux, on peut citer :
- Le satellite SoHO, collaboration NASA/ESA, lancé en 1995 pour l'analyse du Soleil ;
- Les instruments NICMOS et ACS sur le télescope spatial Hubble ;
- Les instruments Near Infrared Camera (NIRCam) and Mid Infrared Instrument (MIRI) sur le télescope spatial James Webb ;
- L'instrument  Coronagraphic Instrument (CGI) sur le télescope spatial Roman.